# فرار مرغی
فرار مرغی (به انگلیسی: Chicken Run) یک انیمیشن کمدی ماجراجویی استاپ موشن محصول سال ۲۰۰۰ است که توسط استودیوهای پتی و آردمن انیمیشن با مشارکت دریم‌ورکس تولید شده‌است. این انیمیشن، اولین فیلم بلند استودیو آردمن است که توسط پیتر لرد و نیک پارک بر پایهٔ فیلم‌نامه‌ای از کری کرک‌پاتریک ساخته شد. از جمله صداپیشگان آن می‌توان به جولیا صوالحه، مل گیبسون، تونی هی‌گارث، میراندا ریچاردسون، فیل دنیلز، لین فرگوسن، تیموتی اسپال، ایملدا استونتون و بنجامین ویترو اشاره کرد.
داستان این فیلم دربارهٔ گروهی از مرغ‌های انسان‌نما بریتانیایی است که یک خروس آمریکایی به نام راکی رودز را تنها امید برای فرار از مزرعه‌ای می‌بینند که صاحبش تصمیم دارد همه آن‌ها را به پای گوشت تبدیل کند.
دنباله‌ای از این انیمیشن با عنوان فرار مرغی: طلوع ناگت، در ۱۵ دسامبر ۲۰۲۳ در نتفلیکس منتشر شد.

## داستان
گروهی از مرغ‌ها و یک خروس پیر در مزرعه‌ای زندگی می‌کنند که توسط خانم تویدی بی‌رحم و شوهر او آقای تویدی اداره می‌شود و آن‌ها هر مرغی که دیگر قادر به تخم‌گذاری نیست را می‌کشند. مرغ‌ها اغلب سعی می‌کنند فرار کنند اما همیشه دستگیر می‌شوند. خانم تویدی که از سود ناچیز مزرعه ناامید شده، با دیدن یک تبلیغ در مجله، که مرغ را به صورت خودکار توسط یک دستگاه تبدیل به پای گوشت می‌کند، دستگاه را سفارش می‌دهد. آقای تویدی مشکوک است که آیا مرغ‌ها نقشه می‌کشند یا خیر اما خانم تویدی نظریه‌های او را رد می‌کند و او را متوهم خطاب می‌کند. یک روز جینجر (رهبر مرغ‌ها)، شاهد سقوط یک خروس آمریکایی به نام راکی رودز در قفس مزرعه است. مرغ‌ها بال آسیب‌دیده‌ی او را می‌بندند و او را از تویدی‌ها پنهان می‌کنند. جینجر که به توانایی‌های پروازی آشکار راکی علاقه‌مند است، از او خواهش می‌کند که در عوض پنهان کردنش به مرغ‌ها آموزش پرواز دهد و راکی هم به آن‌ها درس‌های آموزشی می‌دهد. در حالی که آقای تویدی ماشین پای را که سفارش داده‌است سرهم می‌کند. در همان شب راکی یک مهمانی رقص برگزار می‌کند که بال او بهبود می‌یابد، جینجر اصرار دارد که او پرواز را روز بعد نشان دهد اما آقای تویدی راه‌اندازی ماشین پای را تمام کرده و جینجر را برای اجرای آزمایشی در آن قرار می‌دهد. راکی او را نجات می‌دهد و دستگاه را خراب می‌کند و برای آن‌ها وقت می‌خرد تا به مرغ‌ها هشدار دهد و برای فرار از مزرعه برنامه‌ریزی کنند.
روز بعد جینجر متوجه می‌شود که راکی آنجا را ترک نموده و بخشی از پوستری که او را به عنوان یک بازیگر سابق بدلکاری در سیرک نشان می‌دهد که پرواز او به وسیله توپ بوده‌ است و قادر به پرواز نیست جا گذاشته و او و دیگران را افسرده می‌کند. خروس پیر فاولر سعی می‌کند با گفتن داستان‌هایی از دوران خود در نیروی هوایی سلطنتی، به آن‌ها امید دهد و ناخودآگاه به جینجر این ایده را می‌دهد که یک هواپیما برای فرار از مزرعه بسازد. مرغ‌ها با کمک نیک و فچر (دو موش صحرایی که کالا قاچاق می‌کنند)، قطعات هواپیما را در حالی که آقای تویدی دستگاه را تعمیر می‌کند جمع می‌کنند. خانم تویدی به آقای تویدی دستور می‌دهد تا تمام مرغ‌ها را برای ماشین پای گوشت جمع کند اما مرغ‌ها به او حمله می‌کنند و در حالی که ساخت هواپیما را به پایان می‌رسانند او را با دهان بسته موظف می‌کند تا خلبانی را برعهده گیرد. در همین حین، راکی، خروس جوان با بیلبوردی روبرو می‌شود که پای مرغ خانم تویدی را تبلیغ می‌کند و به دلیل عذاب وجدان به خاطر رها کردن مرغ‌ها، به مزرعه بازمی‌گردد. خانم تویدی به جینجر در حالی که به هواپیما به پرواز درمی‌آید حمله می‌کند اما با کمک راکی که همراه جینجر با نگه داشتن یک ردیف چراغ‌های کریسمس که توسط هواپیمای در حال حرکت گیر کرده بود حمله را دفع می‌کند. خانم تویدی با تبر از رشته چراغ‌هایی که از هواپیما آویزان شده بالا می‌رود. جینجر سیم چراغ‌ها را قطع می‌کند و باعث می‌شود خانم تویدی به دریچهٔ ایمنی دستگاه پای بیفتد و باعث انفجار آن شود. آقای تویدی پس از رهایی خود هشدار خانم تویدی مبنی بر سازماندهی مرغ‌ها را یادآوری می‌کند که باعث ناامیدی او شد. سپس در انبار روی خانم تویدی می‌افتد و او را له می‌کند. جوجه‌ها در حالی که جینجر و راکی همدیگر را می‌بوسند، پیروزی خود را جشن می‌گیرند و به جزیره‌ای پرواز می‌کنند که خانه خود را ساخته‌اند. در خلال تیتراژ، نیک و فچر دربارهٔ راه‌اندازی مزرعه مرغ خود صحبت می‌کنند تا بتوانند تمام تخم‌مرغ‌هایی را که می‌توانند بخورند داشته باشند اما در نهایت در مورد اینکه آیا مرغ یا تخم‌مرغ اول بالای تابلوی نگهداری از پناهگاه مرغ قرار گرفته یا نه بحث می‌کنند.

## بازخورد
فرار مرغی در کنار تحسین منتقدان، موفقیت تجاری خوبی داشت و بیش از ۲۲۷ میلیون دلار فروخت که آن را به پردرآمدترین انیمیشن استاپ موشن تاریخ تبدیل کرد. این انیمیشن، بزرگ‌ترین موفقیت دریم‌ورکس انیمیشن بود، تا اینکه شرک در سال ۲۰۰۱ با فروش تقریباً دوبرابری رکورد آن را شکست.